# Oratorio di San Michele (Tizzano Val Parma)
L'oratorio di San Michele è un luogo di culto cattolico dalle forme neoromaniche, situato in strada di Pietta a Pietta, frazione di Tizzano Val Parma, in provincia e diocesi di Parma; è sussidiario della parrocchiale di San Donnino di Vezzano e fa parte della zona pastorale della Montagna.

## Storia
Il luogo di culto originario fu eretto in epoca medievale; la più antica testimonianza della sua esistenza risale al 1230, quando la Capelle de Pletta fu menzionata nel Capitulum seu Rotulus Decimarum della diocesi di Parma tra le dipendenze della pieve di Sasso.
In seguito l'edificio fu unito alla vicina cappella di Vezzano, come dimostrato da un documento del 1299; nel Regesto antico del 1494 comparve per la prima volta la dedicazione del tempio a san Michele Arcangelo.
L'unione tra le due cappelle durò fino al 1564, quando la chiesa di Vezzano fu elevata a sede parrocchiale autonoma, mentre quella di Pietta ne rimase sussidiaria.
Nel 1810, in conseguenza di un'ampia frana che interessò l'abitato di Castelmozzano, si formò un lago lungo oltre 3 km fino al borgo di Pietta, ove si innescò uno smottamento che lambì l'oratorio medievale.
Nel 1898 un forte terremoto provocò il crollo del luogo di culto, che fu completamente ricostruito nel 1904.
Il 9 novembre 1983 una scossa tellurica causò alcuni danni al tempio, che fu in seguito interamente ristrutturato.
Nel gennaio 2014, a causa dell'aggravamento di un'ampia frana sviluppatasi alcuni anni prima a valle del borgo, l'oratorio fu dichiarato inagibile; nel 2017 furono eseguiti i lavori di consolidamento del versante e il 29 settembre 2018 l'edificio, dopo un completo restauro, fu riaperto al culto.

## Descrizione

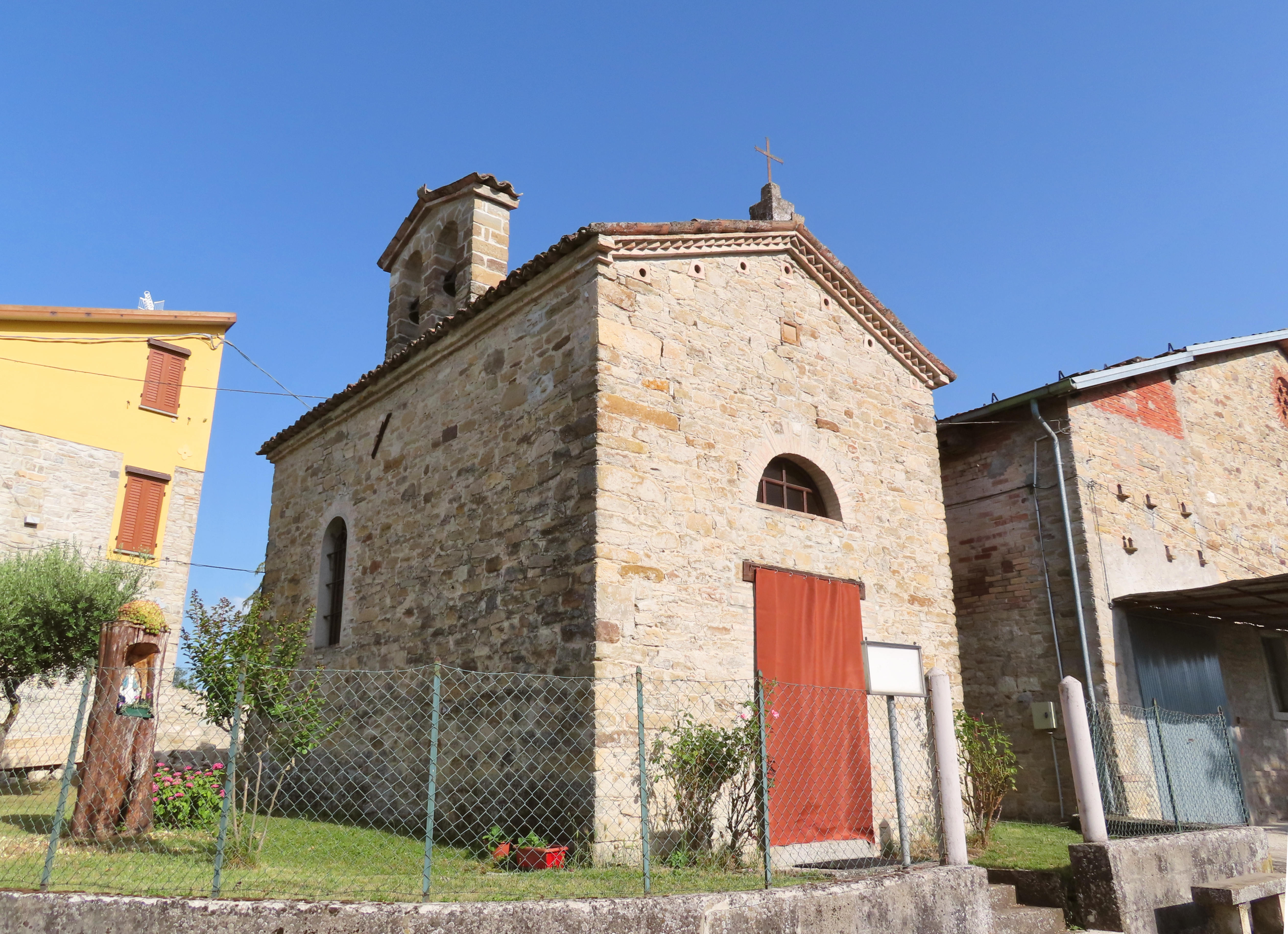
Facciata e lato nord

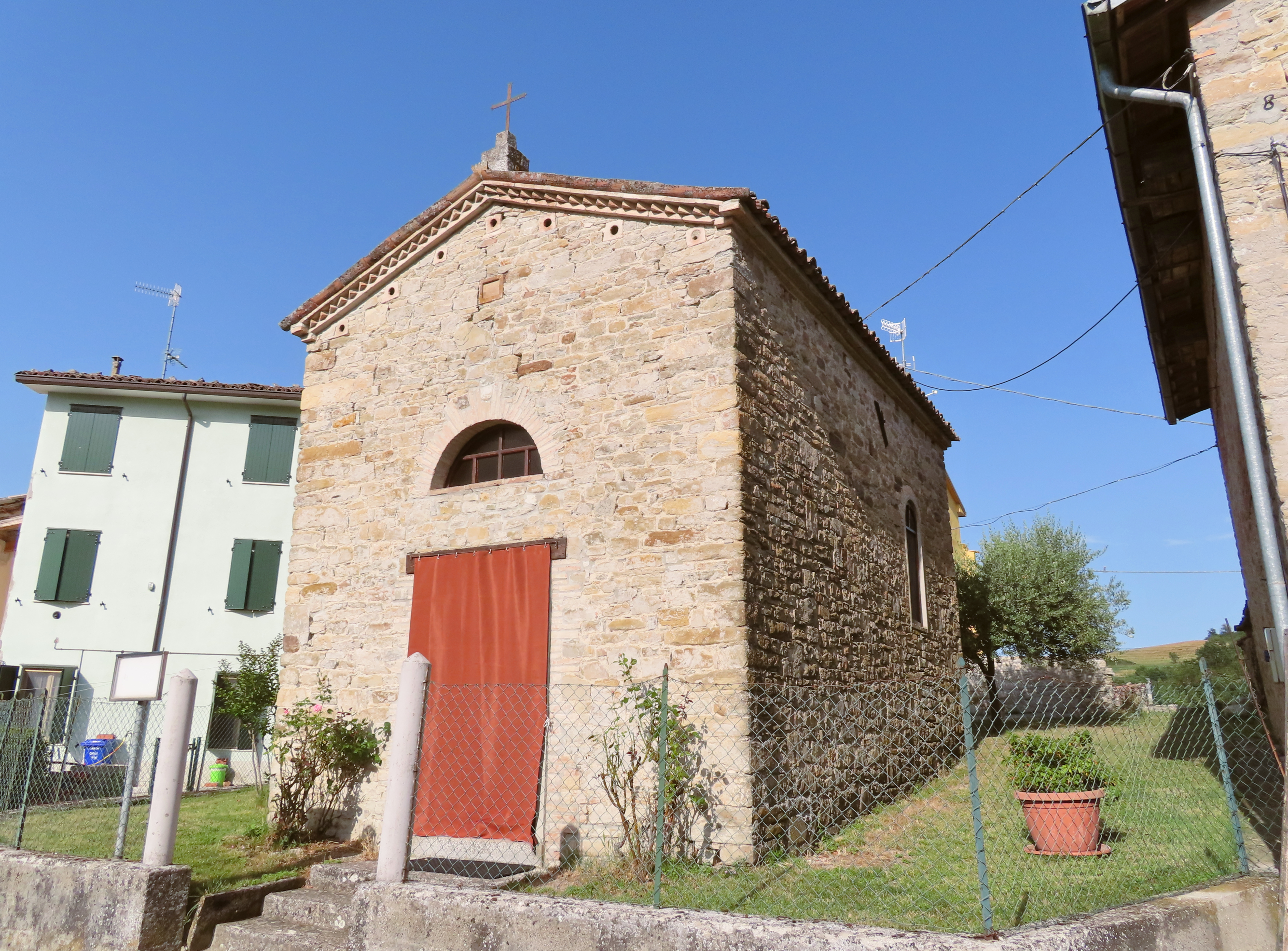
Facciata e lato sud

Il piccolo oratorio si sviluppa su un impianto a navata unica, con ingresso a ovest e presbiterio a est.
La simmetrica facciata a capanna, interamente rivestita in pietra come il resto dell'edificio, presenta nel mezzo il portale d'ingresso, sormontato da una finestra a lunetta; in sommità, lungo gli spioventi del tetto si allunga un motivo a denti di sega in mattoni.
I fianchi sono illuminati da due finestre ad arco a tutto sesto; sulla sinistra si eleva un piccolo campanile a vela.
All'interno, in continuità con la navata, ornata in sommità con un cornicione modanato in rilievo e coperta da una volta a botte intonacata, si sviluppa il presbiterio, che accoglie l'altare maggiore a mensa in arenaria aggiunto intorno al 1990.
L'oratorio ospitava un'antica pala raffigurante San Michele Arcangelo, ricollocata nella chiesa di San Donnino di Vezzano in seguito alla frana del 2014.